# Mateo Musacchio
Mateo Pablo Musacchio (Rosario, 26 de agosto de 1990) es un exfutbolista profesional argentino con nacionalidad italiana que jugaba como defensa. Musacchio se convirtió en el jugador más joven en debutar en la primera del Club Atlético River Plate con tan solo 16 años, 3 meses, 13 días el 10 de diciembre de 2006 partido que débuto contra Vélez Sarsfield en la última fecha del Torneo Apertura 2006 en el que empató por 1-1, lo hizo debutar en River el exfutbolista, exdirector técnico y el exdirigente deportivo argentino Daniel Passarella. Se retiró oficialmente del fútbol profesional el 1 de julio de 2023 con 32 años.

## Trayectoria

### C. A River Plate
Llegó a River Plate de Buenos Aires en el año 1999 con 9 años de edad. Venía del club 25 de Mayo de Martínez, aunque jugó también partidos con Estrella de Maldonado. Musacchio se convirtió en el jugador más joven en debutar en la primera de River Plate con tan solo 16 años, 3 meses, 14 días el 10 de diciembre de 2006. En esa temporada jugó 6 partidos bajo la dirección técnica de Daniel Passarella. Con el arribo de Néstor Gorosito como DT de la escuadra millonaria a fines de 2008, no volvió a ser tenido en cuenta, por lo cual fue transferido al Villarreal B.

### Villarreal C. F.
El 31 de agosto de 2009 fichó por el Villarreal C. F. de España, que le dio ficha en el segundo equipo que jugaba en la Segunda División de España. Su debut con el filial del Villarreal se produjo en la segunda jornada del campeonato liguero, frente al Córdoba C. F. Partido disputado en Córdoba y que el conjunto villarrealense perdió por 3-1.
El 13 de febrero de 2010 debutó en Primera División con el primer equipo del Villarreal C. F. en el partido correspondiente a la vigésimo segunda jornada de liga que le enfrentó con el Athletic Club y que ganó el club amarillo por 2-1. Mateo jugó los últimos 20 minutos del partido.
La temporada 2010-11 pasó al primer equipo, y la UEFA lo incluyó en el Equipo Revelación de la Liga 2010/11. El 17 de agosto Musacchio debuta de titular en la Liga de Campeones de la UEFA jugando con el Villarreal CF la Pre Champions enfrentándose el Odense BK. Luego de un global de 3 a 1 sobre el conjunto danés, Mateo debuta, también como titular, el 14 de septiembre en la fase de grupos de la Champions League, contra el Bayern Múnich.
El 13 de mayo de 2012, el Villarreal CF desciende de categoría con una definición dudosa, el Villarreal CF debe deshacerse de la mayoría de los jugadores quedando solo con una columna vertebral formada por Mateo Musacchio, Bruno Soriano y Marcos Senna, logrando ascender luego de solo un año a la máxima categoría, siendo titular indiscutible. Musacchio fue ternado como el mejor defensa de la Liga Adelante 2012-2013.
En la Liga BBVA 2013-2014 Musacchio es titular indiscutible en el club Villarreal CF siendo el jugador con mayor cantidad de partidos jugados. Su desempeño fue sobresaliente, y fue elegido como uno de los mejores defensas en el once ideal de la Liga BBVA 2013. Además, también fue elegido el mejor jugador del año por la afición del Villarreal CF.

### A. C. Milan y S. S. Lazio
El 30 de mayo de 2017 se oficializó su traspaso al A. C. Milan. Allí estuvo durante tres temporadas y media, marchándose a finales de enero de 2021 a la S. S. Lazio en calidad de cedido.

### Retirada deportiva
Tras más de dos años sin club, Musacchio anunció su retirada del deporte el 1 de julio de 2023 a los 32 años de edad. Su última aparición pública como jugador profesional se dio en marzo de ese año en un partido de las leyendas del Villarreal, donde jugó junto a Juan Pablo Sorín, Martín Palermo, Juan Román Riquelme, Diego Forlán, entre otros.

## Selección nacional
Con la selección argentina sub-17 disputó la Copa Mundial de Fútbol Sub-17 de 2007 en Corea del Sur, donde la albiceleste fue eliminada en cuartos de final. Siendo titular indiscutido en la selección argentina sub-20 en diversas convocatorias, queda afuera del Campeonato Sudamericano Sub-20 de 2009 debido a una lesión.
En mayo de 2011 fue convocado por el exentrenador de la selección de fútbol de Argentina, Sergio Batista, para la selección absoluta, que iba a disputar dos partidos amistosos, contra Nigeria y Polonia, y en la que solo convocó a jugadores menores de 25 años. Su debut se produjo en el partido ante Nigeria, y en el partido ante Polonia salió de titular y dio el pase del gol argentino.
El 22 de septiembre de 2014 fue convocado tras 2 años de ausencia por el técnico Gerardo Martino. Una semana después, sufre un desgarro y queda fuera de la convocatoria, siendo sustituido por Ever Banega.
También fue convocado por primera vez para jugar la Copa América 2015 pero en un partido con el Villarreal Club de Fútbol sufrió una fractura distal del peroné con luxación de tobillo izquierdo lo que lo mantuvo fuera de las canchas muchos meses perdiéndose así la copa con su selección nacional.

## Estadísticas
| C. A. River Plate Argentina | 1.ª                 | 2006-07             | 5   | 0  | 0  | 0 | 0  | 0 | 5   | 0  |
| C. A. River Plate Argentina | 1.ª                 | 2007-08             | 1   | 0  | 0  | 0 | 0  | 0 | 1   | 0  |
| C. A. River Plate Argentina | 1.ª                 | 2008-09             | 4   | 0  | 0  | 0 | 1  | 0 | 5   | 0  |
| C. A. River Plate Argentina | Total               | Total               | 10  | 0  | 0  | 0 | 1  | 0 | 11  | 0  |
| Villarreal C. F. "B" · España | 2.ª                 | 2009-10             | 22  | 3  | 0  | 0 | —  | — | 22  | 3  |
| Villarreal C. F. "B" · España | Total               | Total               | 22  | 3  | 0  | 0 | 0  | 0 | 22  | 3  |
| Villarreal C. F. · España | 1.ª                 | 2009-10             | 7   | 0  | 0  | 0 | 1  | 0 | 8   | 0  |
| Villarreal C. F. · España | 1.ª                 | 2010-11             | 31  | 0  | 6  | 0 | 15 | 0 | 52  | 0  |
| Villarreal C. F. · España | 1.ª                 | 2011-12             | 30  | 0  | 2  | 0 | 7  | 0 | 39  | 0  |
| Villarreal C. F. · España | 2.ª                 | 2012-13             | 39  | 2  | 1  | 0 | 0  | 0 | 40  | 2  |
| Villarreal C. F. · España | 1.ª                 | 2013-14             | 31  | 1  | 3  | 0 | 0  | 0 | 34  | 1  |
| Villarreal C. F. · España | 1.ª                 | 2014-15             | 14  | 3  | 3  | 0 | 7  | 0 | 24  | 3  |
| Villarreal C. F. · España | 1.ª                 | 2015-16             | 13  | 1  | 3  | 0 | 6  | 0 | 22  | 1  |
| Villarreal C. F. · España | 1.ª                 | 2016-17             | 23  | 0  | 1  | 0 | 6  | 0 | 30  | 0  |
| Villarreal C. F. · España | Total               | Total               | 189 | 7  | 19 | 0 | 41 | 0 | 249 | 7  |
| Milan · Italia | 1.ª                 | 2017-18             | 15  | 0  | 0  | 0 | 7  | 1 | 22  | 1  |
| Milan · Italia | 1.ª                 | 2018-19             | 29  | 1  | 3  | 0 | 1  | 0 | 33  | 1  |
| Milan · Italia | 1.ª                 | 2019-20             | 18  | 0  | 0  | 0 | 0  | 0 | 18  | 0  |
| Milan · Italia | 1.ª                 | 2020-21             | 1   | 0  | 1  | 0 | 0  | 0 | 2   | 0  |
| Milan · Italia | Total               | Total               | 63  | 1  | 4  | 0 | 8  | 1 | 75  | 2  |
| Lazio · Italia | 1.ª                 | 2020-21             | 4   | 0  | 0  | 0 | 1  | 0 | 5   | 0  |
| Lazio · Italia | Total               | Total               | 4   | 0  | 0  | 0 | 0  | 0 | 4   | 0  |
| Total en su carrera | Total en su carrera | Total en su carrera | 293 | 11 | 23 | 0 | 51 | 1 | 361 | 12 |
| (1) La copa nacional se refiere a la Copa Argentina y Supercopa Argentina . (2) La copa internacional se refiere a la Copa Sudamericana, Recopa Sudamericana, Copa Libertadores y Copa Suruga Bank. |                     |                     |     |    |    |   |    |   |     |    |

## Palmarés

### Campeonatos nacionales
| Título           | Club              | País      | Año    |
| ---------------- | ----------------- | --------- | ------ |
| Primera División | C. A. River Plate | Argentina | C-2008 |

### Distinciones individuales
| Distinción                                                             | Año  |
| ---------------------------------------------------------------------- | ---- |
| Incluido en el Equipo Revelación de la Liga BBVA 2010/11 según la UEFA | 2011 |
| Incluido en el Once Ideal de la Jornada 16 de la Liga BBVA             | 2013 |
| Incluido en el Once Ideal de la primera vuelta de la Liga BBVA 2013/14 | 2014 |